# Gemeinde Ajdovščina

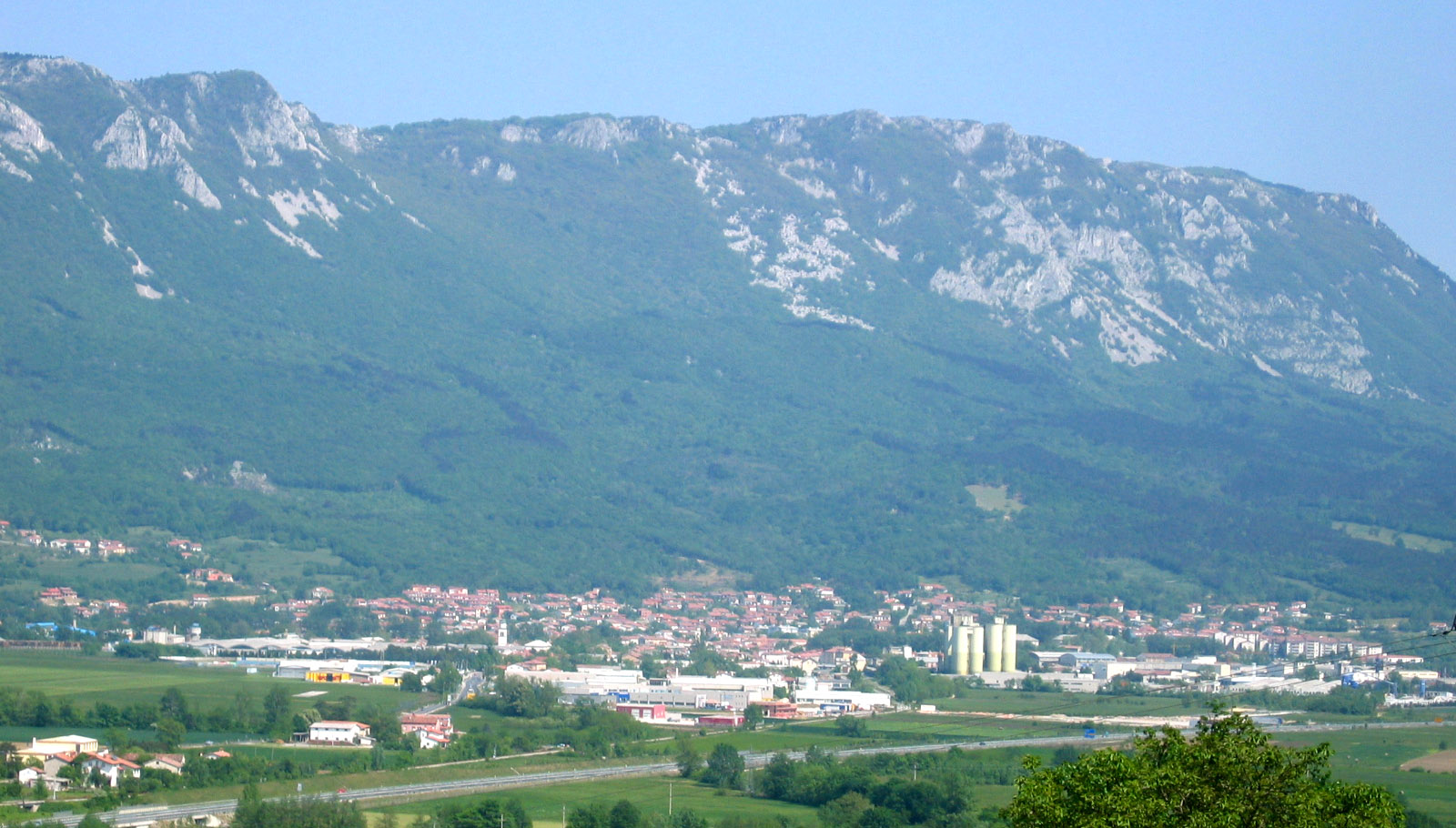
Ajdovščina

Die Gemeinde Ajdovščina (slowenisch Občina Ajdovščina) ist eine Gemeinde mit 45 Ortschaften und Siedlungen im Westen Sloweniens. Sie liegt in der historischen Landschaft Primorska (slowenisches Küstenland) und gehört zur statistischen Region Goriška.
Hauptort ist die Kleinstadt Ajdovščina.

## Lage
Sie liegt im Tal der Vipava / Wippach zwischen Nova Gorica und Postojna am kurzen Flüsschen Hubelj (Hubelbach), das bei einer ergiebigen Karstquelle am Rand des Ternowaner Walds entspringt und nach wenigen Kilometern in die Vipava mündet. Der Name leitet sich ab von altrömischen Ruinen (Überresten der Heiden) in der Region.

## Ortschaften und Siedlungen der Gemeinde
Die Gemeinde besteht aus folgenden Ortschaften und Siedlungen:
| - Ajdovščina (dt.: Haidenschaft) - Batuje (dt.: Weinstein) - Bela (dt.: Fellach bei Haidenschaft) - Brje (dt.: Bairach) - Budanje (dt.: Flachenfels) - Cesta (dt.: Strassdorf) - Col (dt.: Riesenberg) - Črniče (dt.: Zernutsch) - Dobravlje (dt.: Gutenfeld) - Dolenje (dt.: Dolling) - Dolga Poljana (dt.: Langenfeld) - Gaberje (dt.: Geberstein) - Gojače (dt.: Gonatsch) - Gozd (dt.: Schönwald) - Grivče (dt.: Gritsche) | - Kamnje (dt.: Kamenau) - Kovk (dt.: Kolk) - Kožmani (dt.: Koschmann) - Križna gora (dt.: Kreuzenberg) - Lokavec (dt.: Lokavitz) - Male Žablje (dt.: Klein Schablach) - Malo Polje (dt.: Pöll) - Malovše (dt.: Malousche) - Otlica (dt.: Hottelz) - Plače (dt.: Platschach ob Gemünd) - Planina (dt.: Leitenberg) - Podkraj (dt.: Sonnenblick) - Potoče (dt.: Baumgarten) - Predmeja (dt.: Beilenstein) - Ravne (dt.: Raunach) | - Selo (dt.: Kunzendorf) - Skrilje (dt.: Schrilach) - Stomaž (dt.: Sankt Thomas) - Šmarje (dt.: Weinstegen) - Tevče (dt.: Deutschendorf bei Haidenschaft) - Ustje (dt.: Gemünd) - Velike Žablje (dt.: Sankt Marein an der Wippach) - Vipavski Križ (dt.: Kreuzberg) - Višnje (dt.: Fockerhaus) - Vodice (dt.: Woditz) - Vrtovče (dt.: Werdischach) - Vrtovin (dt.: Obinburg) - Zavino (dt.: Schwina) - Žagolič (dt.: Sagolz) - Žapuže (dt.: Schrauenstein) |

## Sehenswürdigkeiten
- Nanos-Landschaftsschutzpark
- Ternowaner Wald
- Ternowaner Landschaftsschutzpark
- Vipava-Tal

## Nachbargemeinden
| Nova Gorica | Idrija                                      | Idrija            |
| Nova Gorica | Kompassrose, die auf Nachbargemeinden zeigt | Logatec, Postojna |
| Nova Gorica | Komen, Vipava                               | Postojna          |

## Geschichte
Während des Ersten Weltkriegs befand sich in der Gemeinde ein Flugplatz der k.u.k Luftfahrtruppen. Anschließend stand die Gemeinde bis 1945/1947 unter italienischer Hoheit und gehörte zur Provinz Gorizia (1924–1927 zur Provinz Udine).
Auf dem Gemeindegebiet wurden mehrere Massengräber aus der Zeit des Weiten Weltkriegs gefunden: je eins in Lokavec und Ustje, sowie je vier in Predmeja und in Stomaž.
Nach dem Zweiten Weltkrieg wurde Ajdovščina das wirtschaftliche und kulturelle Zentrum des oberen Vipava-Tals. Zu den wichtigsten Industriezweigen gehören Textilindustrie, Baugewerbe, Lebensmittel- und Getränkeindustrie sowie Möbelindustrie.
1994 wurde aus der Stadt und den umliegenden Ortschaften die Gemeinde (Občina Ajdovščina) gegründet.

## Verkehr

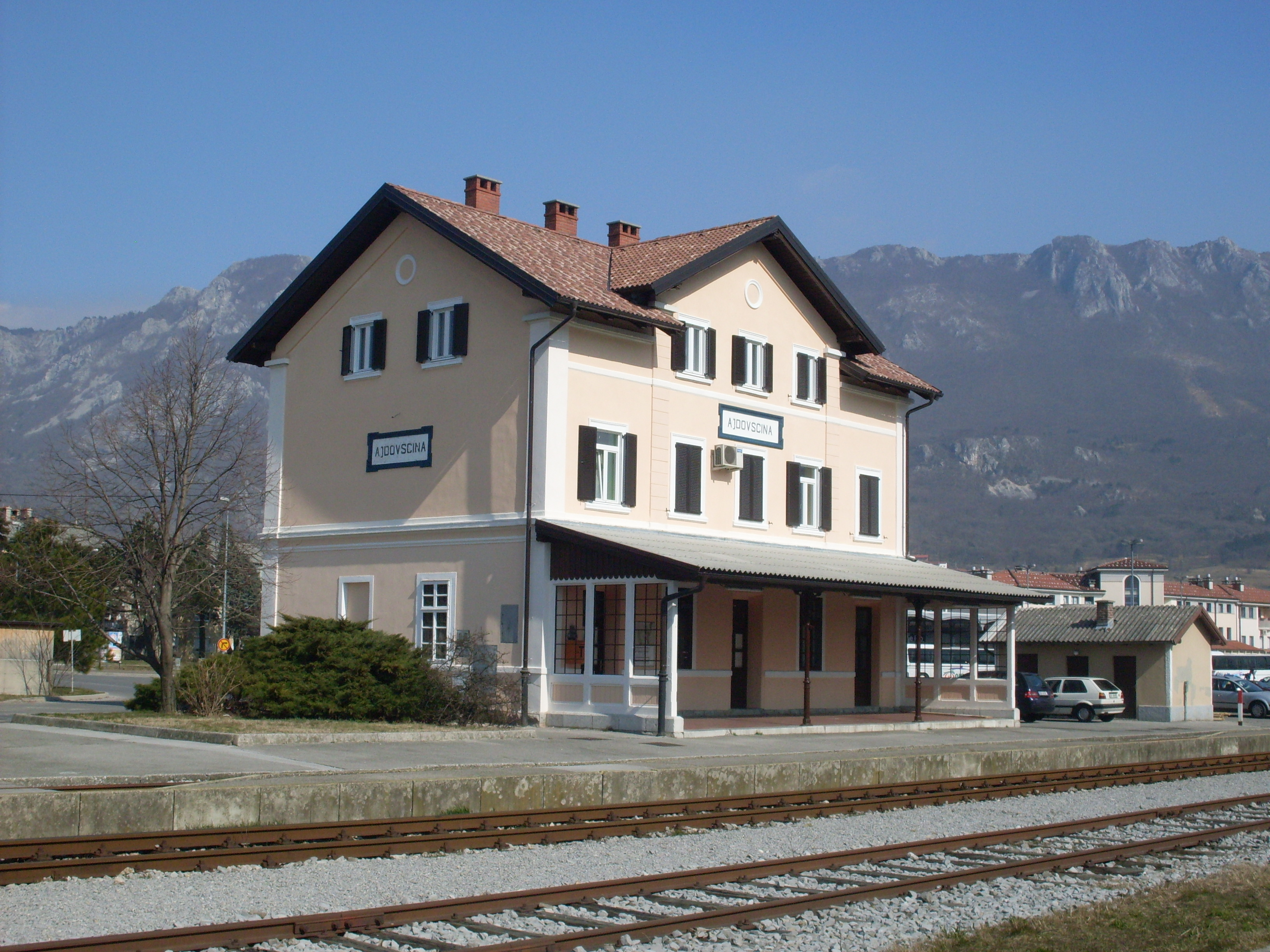
Der Bahnhof (Aufnahme 2011)

Die Stadt liegt an der Schnellstraße H4, die Nova Gorica mit Ljubljana verbindet. Im Jahr 1902 wurde die Stadt über einen Abzweig von der Wocheinerbahn (Strecke von Görz über Sežana nach Triest) bei Dornberk an die Eisenbahn angeschlossen.
Im Westen der Stadt liegt der Flugplatz Ajdovščina, der vorwiegend von Ultraleichtflugzeugen genutzt wird und dem ortsansässigen Hersteller Pipistrel seit 1987 als Werksflugplatz dient.

## Städtepartnerschaften
Italienische Partnergemeinde von Ajdovščina ist Quiliano in Ligurien.

## Persönlichkeiten der Stadt
In Ajdovščina geborene Persönlichkeiten
- Anton Čebej (1722–1774), Maler
- Johann Baptist Aloysius von Edling (1753–1830), römisch-katholischer Geistlicher, Domherr in Lübeck und Breslau
- Franz Brattina (1825–1890), Fossiliensammler und Präparator, geboren in St. Thomas
- Danilo Lokar (1892–1989), Autor
- Veno Pilon (1896–1970), Maler
- Arthur Casagrande (1902–1981), österreichisch-amerikanischer Bodenmechaniker, Geotechniker und Bauingenieur
- Leo Casagrande (1903–1990), österreichischstämmiger US-amerikanischer Bauingenieur für Geotechnik
- Evgen Bavčar (* 1946), blinder Fotograf, geboren in Lokavec

Persönlichkeiten, die in der Stadt gewirkt haben
- Ferdinand Cavallar von Grabensprung (1886–1952), k.u.k. Offizier und Flugpionier